# Acrisoninos
Acrisoninos (Achrysonini) é uma tribo de cerambicídeos da subfamília Cerambycinae.

## Gêneros
- Abyarachryson Martins, 2002
- Achryson Audinet-Serville, 1833
- Allogaster Thomson, 1864
- Aquinillum Thomson, 1878
- Araespor Thomson, 1878
- Capegaster Adlbauer, 2006
- Cerdaia Monné, 2006
- Cotyachryson Martins, 2002
- Crotchiella Israelson, 1985
- Drascalia Fairmaire & Germain, 1864
- Enosmaeus Thomson, 1878
- Esseiachryson Martins, 2002
- Geropa Casey, 1912
- Huequenia Cerda, 1986
- Hysterarthron Thomson, 1864
- Icosium Lucas, 1854
- Neachryson Fisher, 1940
- Neoachryson Monné & Monné, 2004
- Nortia Thomson, 1864
- Saporaea Thomson, 1878
- Xenocompsa Martins, 1965